# ARA General San Martín
Le rompehielos ARA General San Martín (littéralement « brise-glace Général-San-Martin ») est le premier brise-glace argentin, construit en 1954 en Allemagne. Acheminé en Argentine par le capitaine Luis Tristán de Villalobos, il a participé à de très nombreuses expéditions polaires en Antarctique et dans l'océan Austral.

## Brève notice historique
Le brise-glace General San Martin a été construit au chantier naval de Bremerhaven (Allemagne) par l'entreprise Seebeck Yard du groupe Weser A.G., de Bremerhaven.
La pose de sa quille est intervenue le 1er mars 1954 pour une mise à l'eau la mer 24 juin 1954. Il arrivera en Argentine toujours en 1954 sous la conduite du capitaine de frégate Luis Tristán de Villalobos.
Le décret nº 3.193 du 26 février 1954 classe et donne pour nom au bateau rompehielos General San Martín (littéralement le « brise-glace Général San Martin »). Il est incorporé dans l'armée argentine par décret nº 20.795 du 8 décembre 1954 et effectue sa première campagne en continent Antarctique entre la fin de 1954 et l'année 1955.
Une désignation de l'équipage a lieu le 8 septembre 1954 et l'affirmation du pavillon se fait le 25 octobre 1954.
En 1960 on a ajouté un hangar pour les deux machines.
C'est le premier brise-glace de la marine argentine. Pendant vingt-cinq ans, il a tracé ses routes maritimes sur les mers glacées antarctiques, se frayant un chemin pour effectuer d'une manière permanente les campagnes d'été et d'hiver. Pour cela, il a réalisé de nombreuses missions de recherche et d'assistance secours aux bateaux, aux navigateurs et aux expéditionnaires ; il a facilité la fondation de refuges et de bases antarctiques, en les réapprovisionnant, en relayant leurs dotations, en explorant les confins de la mer de Weddell et en réalisant des tâches océanographiques, hydrographiques et météorologiques de recherche dans tout l'Antarctique argentin.

## Campagnes polaires en Antarctique
Sont recensés ici les campagnes polaires d'expéditions polaires auxquelles il a participé.